# Bacchisa seclusa
Bacchisa seclusa är en skalbaggsart som först beskrevs av Francis Polkinghorne Pascoe 1867.  Bacchisa seclusa ingår i släktet Bacchisa och familjen långhorningar. Inga underarter finns listade.